# Republik Ancona (Seerepublik)
Die Republik Ancona (ita: Repubblica di Ancona; lat: Respublica anconitana) war eine mittelalterliche Seerepublik. Sie entstand nach 1000 und behielt ihre Unabhängigkeit bis 1532. Sie wurde als oligarchische Republik regiert.

## Geschichte
Die Stadt Ancona wurde 387 v. Chr. von sizilianischen Griechen, Flüchtlingen aus Syrakus, gegründet. Die Stadt war zunächst eine griechische Kolonie und ging dann ins Römische Reich über, behielt aber ihren griechischen Charakter. Nach dem Untergang des Weströmischen Reiches gehörte Ancona zum Fünfstädtebund an der Adria. Dem sogenannten Pentapolis. Dieses ging in die Herrschaft des lombardischen Herzog von Spoleto über. 848 wurde Ancona von Sarazenen geplündert, konnte aber 917 erneute Angriffe mit eigenen Mitteln zurückschlagen. Aufgrund mehrerer Anspruchswechsel und unter dem Schutz Byzantinischen Reiches gab es mit Venedig andauernde Kämpfe. Diese wurden erst mit dem Frieden von 1150 beendet. In der Zeit zwischen 1000 und 1150 war Ancona ohne dauerhafte Herrschaftsansprüche auf sich allein gestellt und beanspruchte seine Autonomie immer stärker. Deshalb ist durch diesen schleichenden Prozess kein genaues Gründungsdatum festlegbar.
Zu Beginn des 11. Jahrhunderts belegen Dokumente, trotz Anwesenheit eines kaiserlichen Verwalters und Ansprüchen des Kirchenstaates eine weitgehende Unabhängigkeit der Republik Ancona. Die Unabhängigkeit entwickelte sich nicht wie in anderen Städten um die Figur des Bischofs, sondern aufgrund der Zusammenarbeit der Bürger, die sich mit Schifffahrt und Handel befassten und untereinander einen Solidaritätspakt schlossen, der in der oligarchisch geführten Republik endete.
In den folgenden Jahren wurde die Republik Ancona mehrfach angegriffen und belagert. 1137 erfolgte in Rahmen seines zweiten Italienfeldzugs eine Belagerung durch Truppen von Lothar III. und 1167 durch Truppen von Friedrich I. Barbarossa. 1173 erfolgte die letzte große Belagerung durch Christian I. von Buch, Erzbischof von Mainz und Reichserzkanzler des Heiligen Römischen Reiches. Der Republik gelang es diese Belagerungen aus eigener Kraft zu überstehen.
Nach diesen Belagerungen begann der Aufstieg der Republik Ancona zu einer der bedeutendsten Handelsmächte im Mittelmeerraum und dem Schwarzen Meer. Es sind Kontore und Niederlassungen der Republik in vielen Staaten nachweisbar. Diese sind u. a. in Konstantinopel, Alexandria, Tripolis, Ragusa, Segna, Trabzon, Constanța, Akkon, Laodicea, Laiazzo, Zypern, Chios, Barcelona und Valencia.
Unter dem Vorwand eines bevorstehenden Angriffs der Türken auf die Stadt bot Papst Clemens VII. an, eine neue Festung der Zitadelle auf Colle Astagno auf Kosten des Papsttums errichten zu lassen, und sandte den Architekten Antonio da Sangallo der Jüngere. Die Republik Ancona nahm das Angebot an und die Festung wurde gebaut. Nach Fertigstellung wurde die Festung von Päpstlichen Truppen besetzt. Am 19. September 1532 wurde Ancona von diesen Truppen besetzt. Aufgrund der die Stadt beherrschenden Kanonen erfolgte kein Widerstand. Als Zeichen, dass die Selbstständigkeit endgültig vorbei war, verbrannte Bernardino della Barba, der Bischof von Casale, das jahrhundertealte Stadtarchiv öffentlich auf dem Piazza Grande in Ancona. Als einige junge Adelige der Stadt versuchten Widerstand zu organisieren, wurden sie inhaftiert und auf Befehl des neuen päpstlichen Legaten von Ancona Benedetto Accolti gefoltert und enthauptet. Ihre Körper wurden als Warnung an alle Bürger auf die Piazza Grande zur Schau gestellt.

## Gesetze

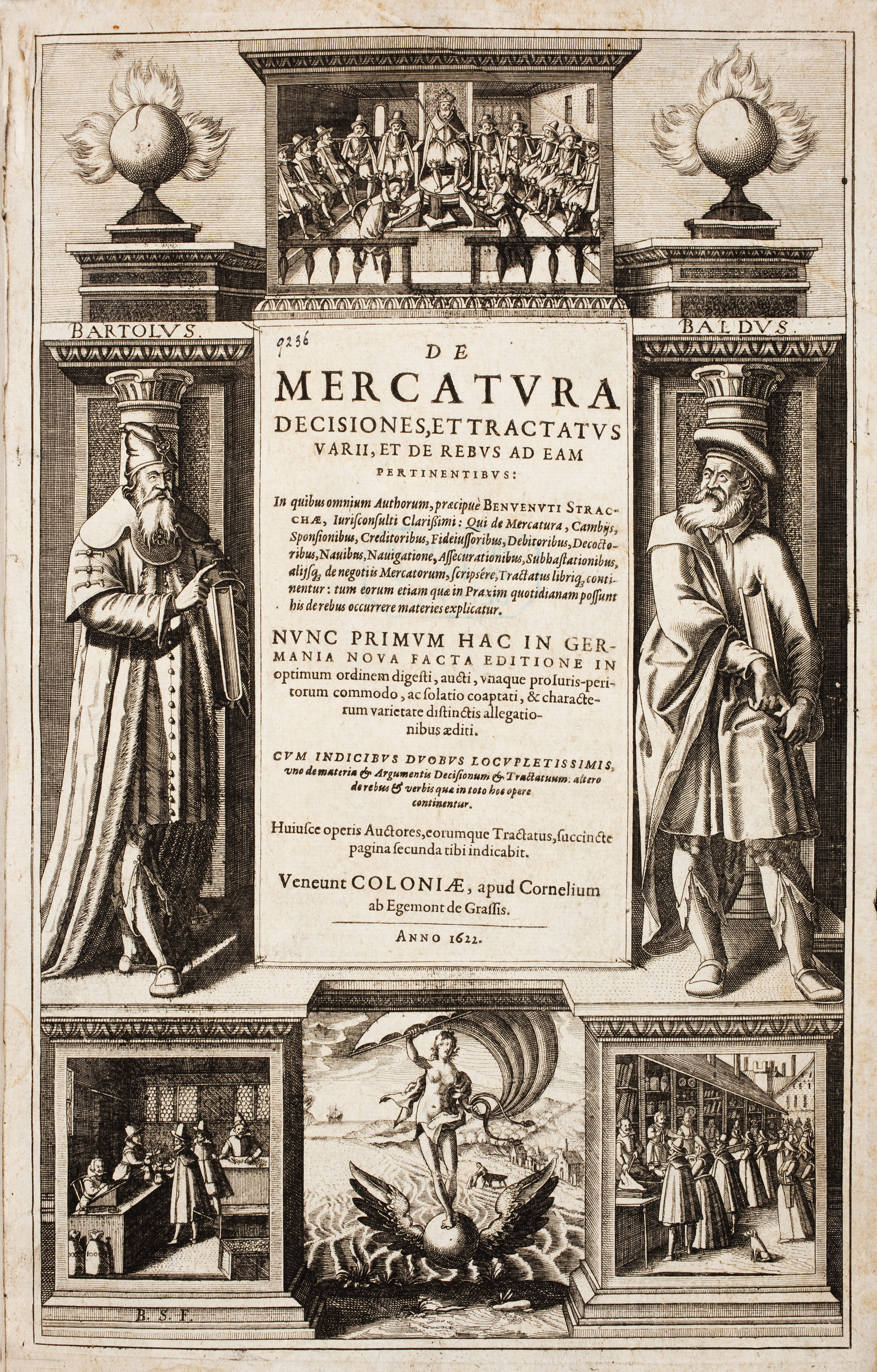
Titelseite des De mercatura seu mercatore tractats

1553 veröffentlichte der Jurist Benvenuto Stracca (* 1509 in Ancona; † 1579 in Ancona) die Abhandlung De mercatura seu mercatore tractats. Die Abhandlung beschreibt das Handels- und Seerecht der Republik Ancona, konzentriert auf Händler und Händlerverträge, -praktiken und Seerechte. Später fügte er ausführliche Kapitel über Insolvenz, Faktoren und Provisionen, Transfers durch Dritte und Versicherungen hinzu. Diese Abhandlung zählt als eine der ältesten Niederschrift, die sich speziell mit dem Handelsrecht befassten. Stracca wird deshalb als Vater des Handels- und Versicherungsrechts angesehen.
Des Weiteren sind mehrere speziellere Gesetze überliefert. Dies sind z. B. die Statuti del mare e del Terzenale (See- und Werftvorschrift) oder das Statuti della Dogana (Zollgesetz).

## Währung

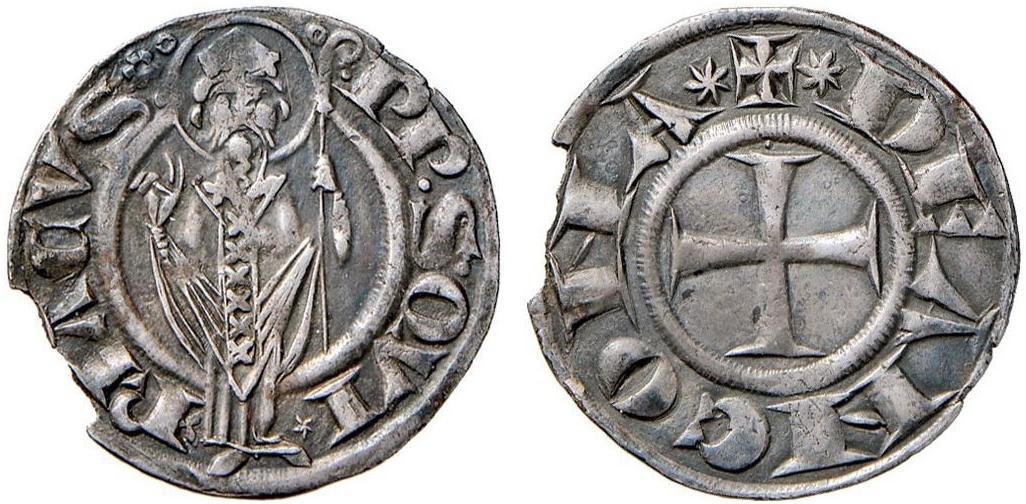
Agontano, datiert ins 15. Jahrhundert

Die ältesten Funde über eine eigene Währung der Republik Ancona datieren auf das 12. Jahrhundert. Der Agontano, eine Silbermünze von 18 bis 22 mm Durchmesser und einem Gewicht von 2,04 bis 2,42 Gramm, wurde ohne Aufsicht des Kaisers bzw. des Vatikans geprägt. Spätere Funde belegen auch eine Goldmünze, die sogenannten Agnoto-Münze (auch Ancona Ducat oder Ducato Papale). Diese sind ab dem 15. Jahrhundert bis zum Ende der Republik 1532 zu finden.